# 피츠버그 포스트가제트
피츠버그 포스트가제트(Pittsburgh Post-Gazette)는 미국 펜실베이니아주 피츠버그 대도시권 지역에서 발행되는 신문이다. 1938년 이후로 6번의 퓰리처상을 수상하였다.

## 같이 보기
- 크로니클-텔레그래프 컵